# محمدصادق طاهری
محمدصادق طاهری (زاده ۵ مه ۱۹۸۵) یک بازیکن فوتبال اهل ایران است.